# Thomas Hitzlsperger
Thomas Hitzlsperger (München, 1982. április 5. –) német válogatott labdarúgó, középpályás, 2013 őszén vonult vissza a profi sporttól.

## Pályafutása

### A VfB Stuttgartban
2005-ben igazolt a Stuttgarthoz az Aston Villa FC csapatától. Kulcsfontosságú egyenlítő gólt szerzett a 2006/07-es szezonban a Cottbus ellen.
2009 őszén a fél évvel korábban még remeklő Stuttgart mélyrepülésbe kezdett, a gyenge szereplés miatt az első számú felelősnek Thomas Hitzlspergert kiáltotta ki mindenki. Teljesítménye visszaesett, megfosztották csapatkapitányi karszalagjától, 2010 januárjában pedig el is adta a német együttes az SS Laziónak.[forrás?]

### A válogatottban
2004. október 9-én mutatkozott be a válogatottban Irán ellen, a 68. percben jött be csereként Bernd Schneider helyére. Részt vett 2005-ben a Konföderációs kupán, a 2006-os vb-n is szerepelt, a portugálok elleni bronzmeccsen kapott lehetőséget. A 2008-as Eb-n is játszott.

## Sikerei, díjai
A Stuttgarttal
- Bundesliga-győzelem (2007)

A német válogatottal
- Konföderációs kupa bronzérmes (2005)
- Világbajnoki bronzérmes (2006)
- Eb-ezüstérmes (2008)

## Magánélete
Hitzlsperger a Die Zeit című német lapnak adott, 2014. január 8-án megjelent interjújában beszámolt homoszexualitásáról. Azt mondta: visszavonulása után döntötte el, hogy nem titkolózik tovább, és szeretné felszínen tartani a profi sportolók homoszexualitásának témáját. Célja annak a sztereotípiának az eloszlatása, hogy a melegek, illetve a meleg sportolók puhány emberek.